# 现任
现任（Incumbent）是指某一职务或职位目前的任職者，這一稱呼通常出現於選舉期間。例如在总统选举中，现任者是指在选举前担任总统职务的人，无论其是否寻求连任。某些情况下，在進行某一职位或职务選舉时，可能没有现任者（例如新的选区剛剛設立），在这种情况下，该职位或职务的現任者被视为空缺或未定。

## 更多阅读
- De Magalhaes, L. (2015). Incumbency effects in a comparative perspective: Evidence from Brazilian mayoral elections （页面存档备份，存于）. Political Analysis, 23(1), 113–126.